# Arakalavadi, Chamarajanagar
Arakalavadi là một làng thuộc tehsil Chamarajanagar, huyện Chamarajanagar, bang Karnataka, Ấn Độ.